# Gitte Madsen (håndboldspiller)
|  | Denne artikel omhandler den håndboldspilleren Gitte Madsen. For skuespilleren, se Gitte Madsen |
Gitte Madsen (født 24. marts 1969 i Herning) er en dansk håndboldspiller som deltog i de olympiske lege 1996 i Atlanta.
Madsen blev olympisk mester i håndbold under OL 1996 i Atlanta. Hun var med på det danske damelandshold som vandt håndboldturneringen foran Sydkorea og Ungarn.
Hun måtte indstille karrieren i 2000 efter 3 diskusprolapser på 6 måneder.
I 2019 blev hun træner for Norges U-18 kvindelandshold sammen med den norske tidligere landsholdsspiller Kristine Lunde.